# Croconaw
Croconaw is een krokodil-achtige Pokémon.
Hij is de evolutie van een van de Johto starter-Pokémon, Totodile. Croconaw is van het type Water. Hij heeft een blauw met gele huid, wat rode uitsteeksels van zijn kop tot staart en vlijmscherpe tanden. Totodile evolueert op level 18 in een Croconaw. Croconaw is groter, sterker en sneller dan een Totodile. Croconaw ziet er ook wat gemener uit dan de meer grappige Totodile. Croconaw evolueert zelf op level 30 in een Feraligator. Deze is de eindfase van Croconaw. Feraligatr heeft een enorme kaken, waarmee hij zijn vijanden makkelijk kan verslaan. Croconaw is een redelijk sterke Pokémon. Hij is snel, heeft krachtige kaken en er zitten 48 tanden in zijn mond. Als een prooi eenmaal gevangen zit tussen zijn kaken heeft hij weinig kans meer om te ontsnappen.

## Ruilkaartenspel
Er bestaan acht standaard Croconaw kaarten, waarvan er twee enkel in Japan zijn uitgebracht. Ook bestaat er een Dark Croconaw kaart. Deze hebben allemaal het type Water als element. Verder bestaat er nog één Croconaw δ-kaart, met het type Lightning als element.